# Wereldkampioenschap voetbal 2022 (kwalificatie OFC)
Namens de Oceanische voetbalbond OFC namen 8 leden deel aan de kwalificatie. De winnaar van dit kwalificatietoernooi plaatste zich voor de intercontinentale play-off. Vanwege de coronapandemie in Oceanië werd het kwalificatietoernooi van 17 tot 30 maart 2022 in Qatar gehouden.

## Format
Het format omvatte oorspronkelijk het Oceanisch kampioenschap voetbal 2020. Dit toernooi werd echter geannuleerd, waardoor het format voor dit kwalificatietoernooi ook werd veranderd.
Kwalificatieronde: De twee laagst gekwalificeerde landen nemen hieraan deel. Er wordt een wedstrijden gespeeld tussen die twee landen.

Eerste ronde: Er worden twee groepen samengesteld. In iedere groep vier landen. Alle landen spelen dan een keer tegen elkaar en de nummers 1 en 2 uit iedere poule kwalificeren zich voor de tweede ronde.

Tweede ronde: De vier landen uit de eerste ronde spelen in een knock-outfase. Waarbij een halve finale en een finale worden gespeeld. Het land dat de finale wint gaat naar de intercontinentale play-off.

Intercontinentale play-off: De winnaar van de tweede ronde speelt tegen een land van een andere confederatie om een plek op het hoofdtoernooi.

## Data
Het toernooi zou beginnen in september 2020. Door de coronacrisis werden de datums veranderd en begon het toernooi later dan gepland. Later, in maart 2021, werd bekendgemaakt dat de speeldata weer veranderd zouden worden. Er werd gezegd dat dit mogelijk in januari 2022 zou starten. In september 2021 werd bekend dat dit werd verschoven naar maart 2022 en het kwalificatietoernooi in Qatar zou worden gehouden.
| Ronde                        | Wedstrijddag   | Datum            |
| ---------------------------- | -------------- | ---------------- |
| Kwalificatieronde            | –              | 13 maart 2022    |
| Eerste ronde (groepsfase)    | Wedstrijddag 1 | 17–18 maart 2022 |
| Eerste ronde (groepsfase)    | Wedstrijddag 2 | 20–21 maart 2022 |
| Eerste ronde (groepsfase)    | Wedstrijddag 3 | 24 maart 2022    |
| Tweede ronde (knock-outfase) | Halve finales  | 27 maart 2022    |
| Tweede ronde (knock-outfase) | Finale         | 30 maart 2022    |

## Loting
De loting vond plaats op 29 november 2021. Amerikaans-Samoa en Samoa namen niet deel aan dit toernooi.
| Pot A                                                                         | Pot B                                                                             |
| ----------------------------------------------------------------------------- | --------------------------------------------------------------------------------- |
| Nieuw-Zeeland (110) Salomonseilanden (141) Nieuw-Caledonië (153) Tahiti (159) | Fiji (161) Vanuatu (163) Papoea-Nieuw-Guinea (164) Tonga (199) / Cookeilanden (-) |

Vetgedrukte landen kwalificeren zich voor de tweede ronde.

## Kwalificatieronde
| Team 1 | Res.        | Team 2       |
| ------ | ----------- | ------------ |
| Tonga  | Geannuleerd | Cookeilanden |

|                                                |         |             |              |                                   |
| 13 maart 2022 «onderlinge duels» 20:00 (UTC+3) | Tonga   | Geannuleerd | Cookeilanden | Stadion: Grand Hamadstadion, Doha |
| 13 maart 2022 «onderlinge duels» 20:00 (UTC+3) | Verslag |             |              | Stadion: Grand Hamadstadion, Doha |
| 13 maart 2022 «onderlinge duels» 20:00 (UTC+3) |         |             |              | Stadion: Grand Hamadstadion, Doha |
| 13 maart 2022 «onderlinge duels» 20:00 (UTC+3) |         |             |              | Stadion: Grand Hamadstadion, Doha |
|                                                |         |             |              |                                   |

## Eerste ronde
De elf deelnemende landen werden over twee groepen verdeeld, op basis van hun rangschikking op de FIFA-wereldranglijst. De wedstrijden werden tussen 17 en 24 maart 2022 gespeeld, waarbij er in elke groep op een centrale locatie werd gespeeld.

### Groep A
| Pos | Team             | Wed | W | G | V | Ptn | DV | DT | +/− | Kwalificatie                   |  | Vlag van Salomonseilanden | Vlag van Tahiti | Vlag van Vanuatu | Vlag van Cookeilanden |
| --- | ---------------- | --- | - | - | - | --- | -- | -- | --- | ------------------------------ |  | ------------------------- | --------------- | ---------------- | --------------------- |
| 1   | Salomonseilanden | 1   | 1 | 0 | 0 | 3   | 3  | 1  | +2  | Geplaatst voor de tweede ronde |  |                           | 3 − 1           | Geann.           |                       |
| 2   | Tahiti           | 1   | 0 | 0 | 1 | 0   | 1  | 3  | −2  | Geplaatst voor de tweede ronde |  |                           |                 | Geann.           |                       |
| 3   | Vanuatu          | 0   | 0 | 0 | 0 | 0   | 0  | 0  | 0   | Teruggetrokken                 |  |                           |                 |                  | Geann.                |
| 4   | Cookeilanden     | 0   | 0 | 0 | 0 | 0   | 0  | 0  | 0   | Teruggetrokken                 |  | 0 – 2                     | Geann.          |                  |                       |

1. 1 2  Op 19 maart 2022 trok Vanuatu zich terug, vanwege een coronauitbraak binnen het nationale elftal.[16]
2. ↑  Op 17 maart 2022 werd de wedstrijd tussen Tahiti en Vanuatu een aantal uur voor de aftrap afgelast door de OFC, na een coronauitbraak binnen het nationale elftal van Vanuatu.[17]
3. ↑  Omdat Vanuatu en de Cookeilanden zich terugtrokken, werd het resultaat van de wedstrijd tussen de Cookeilanden en Salomonseilanden ongeldig verklaard en ook niet meegenomen in het groepsklassement.[18]
4. ↑  Op 19 maart 2022 maakte de OFC bekend dat de wedstrijd tussen de Cookeilanden en Tahiti van 20 maart 2022 werd afgelast, na een coronauitbraak binnen het nationale elftal van de Cookeilanden.[19]

Wedstrijden
|                                                |              |                            |                    |                                                                           |
| 17 maart 2022 «onderlinge duels» 17:00 (UTC+3) | Cookeilanden | Ongeldig verklaard (0 – 2) | Salomonseilanden   | Grand Hamadstadion, Doha Toeschouwers: 0 Scheidsrechter: David Yareboinen |
| 17 maart 2022 «onderlinge duels» 17:00 (UTC+3) |              | Verslag                    | 20' Kaua 45+1' Hou | Grand Hamadstadion, Doha Toeschouwers: 0 Scheidsrechter: David Yareboinen |

|                                                |         |             |         |                                                         |
| 17 maart 2022 «onderlinge duels» 20:00 (UTC+3) | Tahiti  | Geannuleerd | Vanuatu | Grand Hamadstadion, Doha Scheidsrechter: Matthew Conger |
| 17 maart 2022 «onderlinge duels» 20:00 (UTC+3) | Verslag |             |         | Grand Hamadstadion, Doha Scheidsrechter: Matthew Conger |

|                                                |              |             |        |                                                         |
| 20 maart 2022 «onderlinge duels» 17:00 (UTC+3) | Cookeilanden | Geannuleerd | Tahiti | Grand Hamadstadion, Doha Scheidsrechter: Mederic Lacour |
| 20 maart 2022 «onderlinge duels» 17:00 (UTC+3) | Verslag      |             |        | Grand Hamadstadion, Doha Scheidsrechter: Mederic Lacour |

|                                                |                  |             |         |                                                                     |
| 20 maart 2022 «onderlinge duels» 20:00 (UTC+3) | Salomonseilanden | Geannuleerd | Vanuatu | Grand Hamadstadion, Doha Scheidsrechter: Campbell-Kirk Kawana-Waugh |
| 20 maart 2022 «onderlinge duels» 20:00 (UTC+3) | Verslag          |             |         | Grand Hamadstadion, Doha Scheidsrechter: Campbell-Kirk Kawana-Waugh |

|                                                |         |             |              |                               |
| 24 maart 2022 «onderlinge duels» 17:00 (UTC+3) | Vanuatu | Geannuleerd | Cookeilanden | Suheim Bin Hamadstadion, Doha |
| 24 maart 2022 «onderlinge duels» 17:00 (UTC+3) | Verslag |             |              | Suheim Bin Hamadstadion, Doha |

|                                                |                       |         |              |                                                                         |
| 24 maart 2022 «onderlinge duels» 17:00 (UTC+3) | Salomonseilanden      | 3 – 1   | Tahiti       | Grand Hamadstadion, Doha Toeschouwers: 0 Scheidsrechter: Matthew Conger |
| 24 maart 2022 «onderlinge duels» 17:00 (UTC+3) | Lea'i 20', 52', 90+6' | Verslag | 26' A. Tehau | Grand Hamadstadion, Doha Toeschouwers: 0 Scheidsrechter: Matthew Conger |

### Groep B
| Pos | Team                | Wed | W | G | V | Ptn | DV | DT | +/− | Kwalificatie                   |  | Vlag van Nieuw-Zeeland | Vlag van Papoea-Nieuw-Guinea | Vlag van Fiji | Vlag van Nieuw-Caledonië |
| --- | ------------------- | --- | - | - | - | --- | -- | -- | --- | ------------------------------ |  | ---------------------- | ---------------------------- | ------------- | ------------------------ |
| 1   | Nieuw-Zeeland       | 3   | 3 | 0 | 0 | 9   | 12 | 1  | +11 | Geplaatst voor de tweede ronde |  |                        |                              | 4 – 0         | 7 – 1                    |
| 2   | Papoea-Nieuw-Guinea | 3   | 2 | 0 | 1 | 6   | 3  | 2  | +1  | Geplaatst voor de tweede ronde |  | 0 – 1                  |                              |               | 1 – 0                    |
| 3   | Fiji                | 3   | 1 | 0 | 2 | 3   | 3  | 7  | −4  |                                |  |                        | 1 – 2                        |               |                          |
| 4   | Nieuw-Caledonië     | 3   | 0 | 0 | 3 | 0   | 2  | 10 | −8  |                                |  |                        | 1 – 2                        |               |                          |

Wedstrijden
|                                                |                     |         |               |                                                                                 |
| 18 maart 2022 «onderlinge duels» 17:00 (UTC+3) | Papoea-Nieuw-Guinea | 0 – 1   | Nieuw-Zeeland | Suheim Bin Hamadstadion, Doha Toeschouwers: 0 Scheidsrechter: Saoud Ali Al-Adba |
| 18 maart 2022 «onderlinge duels» 17:00 (UTC+3) |                     | Verslag | 75' Waine     | Suheim Bin Hamadstadion, Doha Toeschouwers: 0 Scheidsrechter: Saoud Ali Al-Adba |

|                                                |                 |         |                  |                                                                                    |
| 18 maart 2022 «onderlinge duels» 20:00 (UTC+3) | Nieuw-Caledonië | 1 – 2   | Fiji             | Suheim Bin Hamadstadion, Doha Toeschouwers: 0 Scheidsrechter: Mohammed Al-Shammari |
| 18 maart 2022 «onderlinge duels» 20:00 (UTC+3) | Wetria 78'      | Verslag | 11', 89' Nalaubu | Suheim Bin Hamadstadion, Doha Toeschouwers: 0 Scheidsrechter: Mohammed Al-Shammari |

|                                                |                     |         |                 |                                                                           |
| 21 maart 2022 «onderlinge duels» 17:00 (UTC+3) | Papoea-Nieuw-Guinea | 1 – 0   | Nieuw-Caledonië | Suheim Bin Hamadstadion, Doha Toeschouwers: 0 Scheidsrechter: Joel Hopken |
| 21 maart 2022 «onderlinge duels» 17:00 (UTC+3) | Semmy 8'            | Verslag | 87' Décoiré     | Suheim Bin Hamadstadion, Doha Toeschouwers: 0 Scheidsrechter: Joel Hopken |

|                                                |                                           |         |      |                                                                             |
| 21 maart 2022 «onderlinge duels» 20:00 (UTC+3) | Nieuw-Zeeland                             | 4 – 0   | Fiji | Suheim Bin Hamadstadion, Doha Toeschouwers: 0 Scheidsrechter: Salman Falahi |
| 21 maart 2022 «onderlinge duels» 20:00 (UTC+3) | Wood 45', 73' Just 71' Lewis 90+3' (pen.) | Verslag |      | Suheim Bin Hamadstadion, Doha Toeschouwers: 0 Scheidsrechter: Salman Falahi |

|                                                |                                                                            |         |                 |                                                                              |
| 24 maart 2022 «onderlinge duels» 20:00 (UTC+3) | Nieuw-Zeeland                                                              | 7 – 1   | Nieuw-Caledonië | Suheim Bin Hamadstadion, Doha Toeschouwers: 0 Scheidsrechter: Norbert Hauata |
| 24 maart 2022 «onderlinge duels» 20:00 (UTC+3) | Greive 8', 45+2' Rogerson 36' (pen.) De Jong 75' Tuiloma 81' Wood 83', 89' | Verslag | 12' Saïko       | Suheim Bin Hamadstadion, Doha Toeschouwers: 0 Scheidsrechter: Norbert Hauata |

|                                                |                      |         |                         |                                                                              |
| 24 maart 2022 «onderlinge duels» 20:00 (UTC+3) | Fiji                 | 1 – 2   | Papoea-Nieuw-Guinea     | Grand Hamadstadion, Doha Toeschouwers: 0 Scheidsrechter: Abdulhadi Al-Ruaile |
| 24 maart 2022 «onderlinge duels» 20:00 (UTC+3) | Waranaivalu 12', 42' | Verslag | 45+2' A. Kepo 63' Semmy | Grand Hamadstadion, Doha Toeschouwers: 0 Scheidsrechter: Abdulhadi Al-Ruaile |

## Tweede ronde
In de tweede ronde speelden de twee groepswinnaars en de nummers twee om één ticket voor de intercontinentale play-off. In de halve finale werden twee enkele wedstrijden gespeeld. Bij een gelijke stand na negentig minuten zou er een verlenging van twee maal vijftien minuten gespeeld worden. Als er na de verlenging nog steeds een gelijke stand was, zouden er strafschoppen genomen worden om te bepalen welk team doorging naar de volgende ronde.

### Wedstrijdschema
|  | Halve finale         | Halve finale  |                      |   | Finale | Finale |
|  |                      |               |                      |   |        |        |
|  | 27 maart 2022 – Doha |               |                      |   |        |        |
|  |                      |               |                      |   |        |        |
|  | Salomonseilanden     | 3             |                      |   |        |        |
|  | Salomonseilanden     | 3             | 30 maart 2022 – Doha |   |        |        |
|  | Papoea-Nieuw-Guinea  | 2             |                      |   |        |        |
|  | Papoea-Nieuw-Guinea  | 2             | Salomonseilanden     | 0 |        |        |
|  | 27 maart 2022 – Doha |               | Salomonseilanden     | 0 |        |        |
|  |                      | Nieuw-Zeeland | 5                    |   |        |        |
|  | Nieuw-Zeeland        | Nieuw-Zeeland | 5                    | 1 |        |        |
|  | Nieuw-Zeeland        |               |                      | 1 |        |        |
|  | Tahiti               | 0             |                      |   |        |        |
|  | Tahiti               | 0             |                      |   |        |        |

### Halve finales
|                                                |                        |         |                             |                                                                                            |
| 27 maart 2022 «onderlinge duels» 17:00 (UTC+3) | Salomonseilanden       | 3 – 2   | Papoea-Nieuw-Guinea         | Stadion: Grand Hamadstadion, Doha Toeschouwers: 0 Scheidsrechter: Mohammed Abdulla Mohamed |
| 27 maart 2022 «onderlinge duels» 17:00 (UTC+3) | Hou 33', 66' Lea'i 71' | Verslag | 24' A. Komolong 88' A. Kepo | Stadion: Grand Hamadstadion, Doha Toeschouwers: 0 Scheidsrechter: Mohammed Abdulla Mohamed |
| 27 maart 2022 «onderlinge duels» 17:00 (UTC+3) |                        |         |                             | Stadion: Grand Hamadstadion, Doha Toeschouwers: 0 Scheidsrechter: Mohammed Abdulla Mohamed |
| 27 maart 2022 «onderlinge duels» 17:00 (UTC+3) |                        |         |                             | Stadion: Grand Hamadstadion, Doha Toeschouwers: 0 Scheidsrechter: Mohammed Abdulla Mohamed |
|                                                |                        |         |                             |                                                                                            |

|                                                |               |         |        |                                                                                         |
| 27 maart 2022 «onderlinge duels» 20:30 (UTC+3) | Nieuw-Zeeland | 1 – 0   | Tahiti | Stadion: Grand Hamadstadion, Doha Toeschouwers: 0 Scheidsrechter: Abdulrahman Al-Jassim |
| 27 maart 2022 «onderlinge duels» 20:30 (UTC+3) | Cacace 71'    | Verslag |        | Stadion: Grand Hamadstadion, Doha Toeschouwers: 0 Scheidsrechter: Abdulrahman Al-Jassim |
| 27 maart 2022 «onderlinge duels» 20:30 (UTC+3) |               |         |        | Stadion: Grand Hamadstadion, Doha Toeschouwers: 0 Scheidsrechter: Abdulrahman Al-Jassim |
| 27 maart 2022 «onderlinge duels» 20:30 (UTC+3) |               |         |        | Stadion: Grand Hamadstadion, Doha Toeschouwers: 0 Scheidsrechter: Abdulrahman Al-Jassim |
|                                                |               |         |        |                                                                                         |

### Finale
De winnaar van de finale plaatste zich voor de intercontinentale play-off.
|                                                |                  |         |                                                  |                                                                                   |
| 30 maart 2022 «onderlinge duels» 20:00 (UTC+3) | Salomonseilanden | 0 – 5   | Nieuw-Zeeland                                    | Stadion: Grand Hamadstadion, Doha Toeschouwers: 0 Scheidsrechter: Nawaf Shukralla |
| 30 maart 2022 «onderlinge duels» 20:00 (UTC+3) |                  | Verslag | 23', 70' Tuiloma 39' Wood 50' Bell 90+1' Garbett | Stadion: Grand Hamadstadion, Doha Toeschouwers: 0 Scheidsrechter: Nawaf Shukralla |
| 30 maart 2022 «onderlinge duels» 20:00 (UTC+3) |                  |         |                                                  | Stadion: Grand Hamadstadion, Doha Toeschouwers: 0 Scheidsrechter: Nawaf Shukralla |
| 30 maart 2022 «onderlinge duels» 20:00 (UTC+3) |                  |         |                                                  | Stadion: Grand Hamadstadion, Doha Toeschouwers: 0 Scheidsrechter: Nawaf Shukralla |
|                                                |                  |         |                                                  |                                                                                   |

## Intercontinentale play-off
De winnaar van Oceanië finale speelde in een play-off tegen Costa Rica, de nummer vier uit de CONCACAF-finaleronde voor een plaats in de eindronde.
| Team 1     | Res.  | Team 2        |
| ---------- | ----- | ------------- |
| Costa Rica | 1 – 0 | Nieuw-Zeeland |

|                                               |             |       |                 | |
| 14 juni 2022 «onderlinge duels» 21:00 (UTC+3) | Costa Rica  | 1 – 0 | Nieuw-Zeeland   | Ahmed bin Alistadion, Ar Rayyan (Qatar) Toeschouwers: 10.803 Scheidsrechter: Mohammed Abdulla Mohamed |
| 14 juni 2022 «onderlinge duels» 21:00 (UTC+3) | Campbell 3' |       | 69' Barbarouses | Ahmed bin Alistadion, Ar Rayyan (Qatar) Toeschouwers: 10.803 Scheidsrechter: Mohammed Abdulla Mohamed |

## Doelpuntenmakers
5 doelpunten
- Chris Wood

4 doelpunten
- Raphael Lea'i

3 doelpunten
- Bill Tuiloma
- Alwin Hou

2 doelpunten
- Sairusi Nalaubu
- Alex Greive
- Ati Kepo
- Tommy Semmy

1 doelpunt
- Tevita Waranaivalu
- Jean-Philippe Saïko
- Jordan Wetria
- Joe Bell
- Liberato Cacace
- Andre de Jong
- Matthew Garbett
- Elijah Just
- Clayton Lewis
- Logan Rogerson
- Ben Waine
- Alwin Komolong
- Atkin Kaua
- Alvin Tehau